# The Scourger
The Scourger ist eine finnische Thrash-Metal-Band aus Helsinki, die im Jahr 2003 gegründet wurde.

## Geschichte
Die Band wurde im Jahr 2003 in Helsinki von Sänger Jari Hurskainen, vorher bei Gandalf, und Schlagzeuger Seppo Tarvainen gegründet. Die E-Gitarre spielte anfangs Pekka Hämäläinen, ein Freund on Tarvainen. Zusammen entwarfen sie die Lieder für ein erstes Demo. Sie nahmen ein erstes Demo auf, das von Tony Näykki abgemischt wurde. Auf dem Demo war auch eine Coverversion von Cold von At the Gates zu hören.
Im Frühling 2004 arbeitete die Band an neuen Lieder. Zudem veränderte sich die Besetzung der Band, da die Gitarristen Harri Hytönen und Timo Nyberg, beide auch vorher bei Gandalf tätig, zur Band kamen. Kurze Zeit später kam Bassist Alec Hirst-Gee, unter anderem vorher bei Suburban Tribe tätig, zur Besetzung. Ihren ersten Live-Auftritt hielt die Band in der Nosturi-Halle in Helsinki zusammen mit Bands wie Amoral. Im Herbst begab sich die Band in die Moonman Studios im finnischen Karis mit Produzent Aaro Seppovaara, der zudem auch in der Stoner-Metal-Band Blake tätig war. Da Bassist Hirst-Gee für die Aufnahmen keine Zeit hatte, übernahm Kirka Sainio seinen Teil bei den Aufnahmen. Die EP To the Slayground erschien im Februar des Folgejahres. Im Jahr 2004 spielten sie außerdem noch zwei Konzerte mit Transport League, sowie mit Moonsorrow, Imperanon und Born of Thorns.
Im Jahr 2005 folgten Auftritte wie auf der Finnish Metal Expo. Kimmo Kammonen war in diesem Jahr als neuer Bassist hinzugekommen. Auf der Finnish Metal Expo filmte die Band ihr erstes Musikvideo, dass für das Lied Slayground. Das Video ist auf der DVD Inferno: A Collection of Metal Videos 2005 enthalten. Nachdem die EP To the Slayground im Februar erschienen war, trat die Band im selben Monat zusammen mit Finntroll auf. Danach entwickelten sie neue Lieder, woraus die Single Hatehead entstand, die in den Seawolf Studios, Helsinki, und den Moonman Studios, Karis, aufgenommen wurde. Die Single wurde in der Woche veröffentlicht, in der das Tuska Open Air Metal Festival stattfand. Die Band spielte dabei auf der Aftershowparty des Festivals zusammen mit Hevein und Total Devastation. Die Single erreichte Platz eins der finnischen Single-Charts. Im August und September setzte die Band die Aufnahmen für ihr Debütalbum Blind Date With Violence fort. Währenddessen veränderte sich die Besetzung, indem Gitarrist Harri Hytönen die Band verließ und durch Jani Luttinen ersetzt wurde. Im Oktober folgte ein Auftritt zusammen mit Trivium, was der erste Auftritt für Jani Luttinen war. Den Rest des Jahres verbrachte die Band mit weiteren Auftritten.
Das Album erschien im Januar 2006. Zudem wurde ein Musikvideo für das Lied Hatehead erstellt und erschien auf der Kompilations-DVD Inferno: A Collection of Metal Videos 2006. Im März und April folgten weitere Auftritte, darunter auch in Estland im April. Im Mai verletzte sich Gitarrist Jani Luttinen an der Hand, sodass er für zwei Monate pausieren musste. Er wurde für diesen Zeitraum durch Antti Wirman ersetzt. Im Juni unterschrieb die Band einen Vertrag bei dem deutschen Label Cyclone Empire. Im Juli folgte ein Auftritt auf dem Tuska Open Air. Danach wurde mit Maximum Intensity eine weitere Single veröffentlicht, die sich vier Wochen lang in den finnischen Top 5 hielt. Im August verkündete Cyclone Empire, dass Blind Date With Violence weltweit im Oktober wiederveröffentlicht werden würde. Neben einer neuen Covergestaltung, waren dabei Coverversionen von Slayers Ghosts of War und Testaments Over the Wall enthalten. Zudem waren darauf mit The Greediness und Black Worms zwei Lieder von der EP To the Slayground, sowie drei Live-Lieder vom Tuska Festival enthalten. Im November und Dezember folgten weitere Auftritte, sowie die Arbeiten zu einem weiteren Album.
Im Januar 2007 war die Band auf dem Soundtrack zu dem finnischen Film V2 – Jäätynyt enkeli neben anderen Künstlern wie Norther, Tarot, Thunderstone und Amorphis zu hören. Danach folgte eine Tour zusammen mit Napalm Death durch Skandinavien. Vor der Tour begann Schlagzeuger Tarvainen mit den Aufnahmen zu einem neuen Album in den Seawolf Studios. Produziert wurde es wieder von Aaro Seppovaara. Die Aufnahmen wurden von März bis Juni fortgesetzt. Im Mai wurde der Titel für das Album bekannt gegeben: Dark Invitation to Armageddon. Die erste Single sollte Never Bury the Hatchet werden. Die Single stieg auf Platz neun in die Charts ein und stieg innerhalb von drei Wochen auf den fünften Platz. Das Album wurde von Pelle Saether im Studio Underground in Schweden abgemischt. Durch Verzögerungen im Abmischprozess wurde der Veröffentlichungstermin von Oktober 2007 auf Januar 2008 verlegt. Den Rest des Jahres verbrachte die Band mit Auftritten in Finnland.

## Stil
Die Band spielt klassischen Thrash Metal, wobei die Musik vergleichbar mit den Werken von Carnal Forge ist.

## Diskografie
- Demo 2003 (Demo, 2003, Eigenveröffentlichung)
- To the Slayground (EP, 2005, Stay Heavy Records)
- Hatehead (Single, 2005, Stay Heavy Records)
- Blind Date With Violence (Album, 2006, Stay Heavy Records)
- Maximum Intensity (Single, 2006, Stay Heavy Records)
- Never Bury the Hatchet (Single, 2007, Stay Heavy Records)
- Dark Invitation to Armageddon (Album, 2008, Stay Heavy Records)